# Santa y Real Hermandad de Nuestra Señora del Refugio y Piedad de Zaragoza

La Santa y Real Hermandad de Nuestra Señora del Refugio y Piedad de Zaragoza es una asociación pública de fieles de la iglesia católica de la ciudad de Zaragoza, que desarrolla diversas obras sociales con la aportación de una comunidad de Hijas de la Caridad de San Vicente de Paúl, una reducida plantilla de trabajadores contratados por la Hermandad y voluntarios, cuyos orígenes se remontan al año 1642.

## Historia
La primera Hermandad del Refugio se funda en Madrid, a mediados del siglo XVII, por los Sres. Antequera, Laso de la Vega y Serra, y al poco tiempo el ejemplo se traslada a la ciudad de Zaragoza donde en 1642 una docena de vecinos de la ciudad, de los que sólo ha quedado constancia de dos nombres, D. Pedro Fernández de Heredia y Fray Juan Cebrián, comienzan a realizar las primeras acciones en la iglesia de San Andrés (Zaragoza). El 5 de octubre de ese mismo año el arzobispo de la diócesis, D. Pedro de Apaolaza, aprueba la constitución de la Hermandad.
Con posterioridad, en el año 1654, el Papa Inocencio X le concede el título de SANTA y ya en 1714 S.M. el Rey Felipe V concede el título de Real conformándose la denominación que ha llegado hasta nuestros días de SANTA Y REAL HERMANDAD DE NUESTRA SEÑORA DEL REFUGIO Y PIEDAD DE ZARAGOZA.
El mismo monarca dona una importante suma de dinero con la que la hermandad compra el local de la calle de San Juan el Viejo, que más tarde pasó a denominarse como calle del Refugio y que durante los Sitios de Zaragoza albergó el Hospital de Misericordia.
- En 1905 se pone en servicio el primer albergue de noche con camas para 100 indigentes.
- En 1907 se inicia el programa Gota de Leche.
- En 1912 por Real Decreto del Ministerio de la Gobernación del 18 de marzo se le reconoce como Entidad Benéfica.

## Sede actual
El 2 de mayo de 1931 la Hermandad se traslada a la sede actual en la calle Crespo de Agüero n.º 1-5. El 1 de enero de 1932 se inaugura el nuevo servicio de maternidad, llamado entonces “Obra Maternal”, naciendo el primer niño doce días más tarde. En la actualidad este servicio ha sido sustituido por el de guardería. Durante la guerra civil española, el edificio fue utilizado como Hospital de Sangre y el 13 de mayo de 1937 fue bombardeado y quedó parcialmente destruido, aunque los servicios no se interrumpen totalmente. Se consigue reconstruir el edificio en octubre del mismo año y reanudar los servicios interrumpidos.

## Semana Santa en Zaragoza
La presencia de la Hermandad es tradicional durante la Semana Santa zaragozana con el lema, Pedimos un día ayudamos 365, ya que durante los días de Jueves Santo y la mañana del Viernes Santo se recogen donativos en la mayoría de las parroquias de Zaragoza, en cuyos atrios se instalan mesas petitorias, así como en diferentes puntos estratégicos de la ciudad. Esta cuestación cubre un porcentaje elevado del presupuesto anual de la Hermandad. Además el Cristo del Refugio procesiona en la Procesión General del Santo Entierro con la Cofradía de Nuestra Señora de la Piedad y del Santo Sepulcro.

## Galardones
2013 Medalla de Santa Isabel de Portugal de la Diputación provincial de Zaragoza.